# TV-spelsemulator

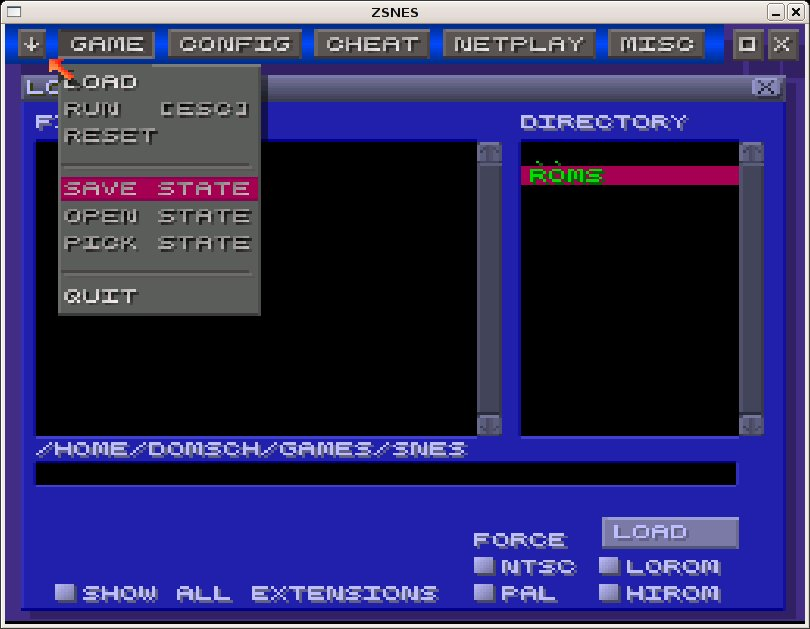
ZSNES en SNES-emulator för bl.a. Windows och Linux.

En TV-spelsemulator är en typ av mjukvara som "imiterar" en hårdvaruenhet ämnad för tv-spel. En modern hemdator klarar med hjälp av mjukvara att emulera ett flertal olika tv-spelkonsoler. Det vanligaste sättet att spela ett spel via emulator är att låta programmet i fråga läsa binära avbilder i filformat; ofta vardagligt kallade ROM- eller ISO-filer efter två populära filändelser. I vissa emulatorer går det också att använda sig av originalkassetter, CD/DVD/Bluray-skivor direkt via lämplig avläsare. 
Det finns emulatorer till en rad olika digitala maskiner såsom smarttelefoner, spelkonsoler, bärbara spelkonsoler, datorer och till och med miniräknare.
Det är inte tillåtet att ladda ner piratkopierade spelavbilder, även om du äger en originalkopia. Du får däremot för personligt bruk kopiera ett fysiskt medium du äger innehållande ett tv-spel (eller annat program). 

## Lista över tv-spelsemulatorer

### Microsoft
- Xbox
  - Cxbx
  - Xeon

### Nintendo
- NES
  - 80five
  - FakeNES
  - FCE Ultra
  - fwNES
  - Jnes
  - MarioNES
  - NESten
  - NesterJ
  - Nesticle
  - Nestopia
  - Nintendulator
  - RockNES
  - VirtualNES
- SNES
  - bsnes
  - Snes9x
  - SNEeSe
  - ZSNES
- Nintendo 64
  - 1964
  - Apollo
  - Corn
  - Daedalus
  - Mupen64
  - Nemu64
  - Project64
  - Sixtyforce
  - SupraHLE
  - TR64
  - TRWin
  - UltraHLE
- Nintendo Gamecube
  - Dolphin
  - Dolwin
  - Gekko
  - Gcube
  - WhineCube
- Wii
  - Dolphin

- Nintendo Game Boy / Color
  - gnuboy
  - Mednafen
  - Phoinix
  - TuxBoy
  - Visual Boy Advance
  - KiGB
- Game Boy Advance
  - BoycottAdvance
  - Mednafen
  - Visual Boy Advance
  - NO$GBA
- Nintendo DS
  - Dualis
  - DeSmuME
  - Ensata
  - iDeaS
  - NO$GBA

### Sega
- Sega Dreamcast
  - Chankast
  - Nulldc
- Mega-CD
  - AGES
  - Gens
  - Gens32
  - Kega Fusion
- Sega Mega Drive
  - AGES
  - Gens
  - Gens32
  - Kega Fusion
  - RetroDrive
- Sega 32X
  - AGES
  - Gens
  - Gens32
  - Kega Fusion
  - RetroDrive
- Sega Master System
  - AGES
  - Kega Fusion
  - MEKA
- Sega Saturn
  - SSF
  - Yabause

### Sony
- Playstation
  - bleem!
  - bleemcast
  - ePSXe
  - PCSX
  - Virtual Game Station
  - pSX emulator
- Playstation 2
  - PCSX2